# Видем-при-Темениці
Видем-при-Темениці (словен. Videm pri Temenici) — поселення в муніципалітету Іванчна Гориця, Осреднєсловенський регіон, Словенія. 
Муніципалітет розташований над долиною річки Темениця в історичному регіоні Нижня Крайна. Зараз муніципалітет включено до статистичного регіону Центральної Словенії.
Висота над рівнем моря: 352,3 м.